# Georges de Choziba
Saint Georges de Choziba ou saint Georges de Chozéba est un saint du VIe siècle, fêté le 8 janvier par l'Église catholique et l'Église orthodoxe.     

## Biographie
Le futur saint Georges est né au milieu du VIe siècle dans une famille pieuse de Chypre. Après la mort de ses parents, il quitte l'île et se rend en Terre sainte où est déjà installé son frère aîné Héraclide, qui y mène une vie érémitique et ascétique. Trop jeune pour mener la même vie, le futur Saint est conduit par son frère au monastère Saint Jean et Saint Georges de Choziba (en) alors appelé monastère de la Mère de Dieu. Là, il est tonsuré moine et sa formation spirituelle est confiée à un ancien du monastère, très sévère. Saint Georges accepte tout avec patience et grande humilité. Un jour, son maître spirituel, furieux contre lui, lui donna un violent soufflet devant les autres frères, mais sa main se dessécha alors immédiatement et c'est grâce aux prières de saint Georges qu'il en retrouvera l'usage par la suite. 
Cependant, désireux d'échapper à l'admiration et aux louanges de ses frères, le Saint quitta le monastère et retourna auprès de son frère, à Calamon. Il partagea la même cellule que lui et ils y menèrent une vie de grande prière et d'ascèse. Après la mort de son frère, saint Georges continua sa vie sainte de prière et il acquit une telle grâce de Dieu qu'il obtint le don de faire des miracles. 
Mais le monastère de Chozéba fut par la suite victime de tensions, et saint Georges le regagna à l'appel de Dieu. Il y mena une vie recluse et ne rejoignait les autres moines que le dimanche, pour les aider dans leurs labeurs spirituels. En 614, le Saint prédit que Jéricho serait conquise par les Perses, et Jérusalem assiégée. 
Les frères partirent se réfugier ailleurs mais le Saint accepta avec beaucoup de réticences de se réfugier à Calamon. Les envahisseurs massacrèrent beaucoup de moines mais impressionnés par saint Georges, ils le laissèrent libre, et il retourna alors à Choziba. Grâce à ses prières, on rapporte que le monastère ne manqua jamais de nourriture alors que toute la région était soumise à la famine. 
Ayant prédit le moment de sa mort, saint Georges appela son disciple Antoine à son chevet puis rendit l'âme.
Sa vie sera écrite par son disciple Antoine.
De nombreux Saints vivront au cours des siècles dans le monastère de saint Georges. C'est notamment dans ce monastère que sera ordonné prêtre saint Sabas de Kalymnos.

## Sources et références
Parole et Prière numéro 67 de janvier 2016 page 95 